# Vară (pictură de Renoir)
Vară (în franceză En été) este o pictură în ulei pe pânză realizată de Auguste Renoir în anul 1868, un portret al lui Lise Tréhot în vârstă de aproximativ 20 de ani.

## Subiectul
Tréhot a fost partenera lui Renoir între 1866 și 1871. A pictat-o de cel puțin 23 de ori, fiind prezentă și în Lise cu o umbrelă de soare, pictată în 1867, primul succes de critică semnificativ al lui Renoir, pictură care a fost admirată la Salonul de la Paris din 1868. Este posibil ca acest succes să-l fi inspirat pe Renoir să o picteze din nou, de data aceasta într-un stil mai informal.

## Descriere
Tabloul este un portret frontal pe jumătate de lungime al unei tinere femei, îmbrăcată informal, așezată pe un scaun lângă un perete, probabil pe un balcon, cu verdeață în spate. Figura feminină este finisată cu grijă, dar fundalul este schițat în mod grosolan, cu tușe de culori îndrăznețe, largi, sugerând frunzișul luminat de soare. O bentiță roșie subțire îi trage părul de pe față, iar șuvițele întunecate și ondulate îi cad liber pe umeri și pe corsetul alb. Cureaua dreaptă a corsetului a căzut de pe umăr, creând un decolteu foarte adânc. Are o expresie distantă, privind spre dreapta privitorului. Brațele ei goale se află în poală, așezate pe o fustă cu dungi roșii și albe, cu câteva frunze verzi ținute în mâna dreaptă. Tabloul este semnat „A. Renoir” pe o parte a scaunului din stânga jos.

## Influențe și stil
Tabloul se inspiră din picturile romantice ale lui Eugène Delacroix, în special din tabloul său din 1823, O fată orfană în cimitir, în care corsetul subiectului atârnă și el pe un umăr, dar și din lucrările realiste ale lui Gustave Courbet. Este un exemplu de tranziție în stilul lui Renoir de la o pictură de atelier mai formală la un stil impresionist mai lejer. A fost expusă la Salonul de la Paris din 1869 sub titlul En été, étude, cuvântul „étude” (în franceză, „studiu”) fiind adăugat pentru a abate criticile aduse stilului liber și impresionist al fundalului, care nu era la fel de bine terminat ca o pictură demnă de salon (sau tablou), cum ar fi tabloul său din 1867, Lise cu o umbrelă de soare.

## Proveniență
Nu se știe cine a cumpărat tabloul de la Renoir, dar a fost achiziționat de la un negustor de artă nenumit de către criticul de artă Théodore Duret în martie 1873 și a fost achiziționat de colecționarul François Depeaux (1853-1920). A fost scos la licitație în 1906 și achiziționat în 1907 de Alte Nationalgalerie din Berlin cu ajutorul fondurilor donate de Mathilde Kappel, soția bancherului Marcus Kappel.